# Believe What I Say
Believe What I Say è un singolo del rapper statunitense Kanye West, pubblicato il 30 novembre 2021 come secondo estratto dal decimo album in studio Donda.

## Antefatti
Il 15 settembre 2020 Kanye West ha pubblicato una serie di tweet riguardanti il suo rapporto con l'etichetta discografica Universal Music Group, nei quali il rapper ga manifestato la volontà di acquisire i diritti delle proprie registrazioni e diffuso il contratto firmato con l'etichetta. Il giorno seguente, West si è recato in Giamaica per registrare con Buju Banton e Saint Jhn, il primo dei quali figura tra gli autori della traccia. Il 26 settembre successivo è stata resa disponibile un'anteprima di Believe What I Say.
Il brano è stato presentato dal vivo per la prima volta durante il terzo listening party dell'album Donda tenutosi presso il Soldier Field di Chicago. Undici giorni dopo la pubblicazione dell'album, il produttore discografico Antman Wonder, inizialmente escluso dalla lista crediti del brano, ha diffuso la versione originale del brano, sostenendo che West non avesse correttamente accreditato il suo contributo nel progetto. Il suo nome è stato successivamente aggiunto alla lista dei crediti.

## Tracce
Testi e musiche di Kanye West, Anthony Markeith Reid, Mark Myrie, Cristi Gallo, Dwayne Abernathy, Michael Mulé, Isaac De Boni, Mark Williams, Raul Cubina, Jahmal Gwin e Anthony Reid.
1. Believe What I Say – 4:02